# 美しき女庭師
『美しき女庭師』（うつくしきおんなにわし、仏: La Belle Jardinière、英: La Belle Jardinière）は、イタリアの画家ラファエロ・サンティにより1507年 - 1508年に描かれた絵画である。
『画家・彫刻家・建築家列伝』を著したジョルジョ・ヴァザーリを信ずるとするなら、ラファエロは、1508年にローマに発つ前にこの絵画を未完のまま残し、弟子が完成させたということであるが、フィレンツェ時代のラファエロの総決算が示されている傑作である。作品はパリにあるルーヴル美術館に所蔵されている。

## 制作年
聖母マリアのマントの肘の金糸飾りのところに「Raphaello Urb」という文字が見えるが、これは「ウルビーノのラファエロ」を意味する画家の署名である。マントの左ひじに近いところには 「M.D.V.II」という文字が見え、これは作品の製作年を示している。しかし、「II」ではなく「III」の年記が顕微鏡で確認されたことが1984年の『フランスのラファエロ展』カタログの中で報告され、それが正しいとすれば1508年の制作ということになる。この年記の最後の文字「I」はほとんどかすれて見えず、「1507」と読まれてきた。ラファエロは、1508年に生涯を終える場所となるローマへ赴くが、本作は画家がフィレンツェで描いた一連の聖母子画の最後のものであろう。

## 歴史
この絵画を委嘱したのが誰なのかは不明であるが、ヴァザーリによれば、本作の委嘱者はシエナの貴族フィリッポ・セルガンティである。後に、フランス国王フランソワ1世がフォンテーヌブロー宮殿のために購入したと考えられ、ルイ14世のコレクションを経て、ルーヴル美術館に収蔵されるにいたった。
本作は、当初、『農民の聖母』という題名でフランス王室コレクションの記録に記されていた。1720年頃に、芸術愛好家であるピエール・ジャン・マリエットの『手引書』において『女庭師』という題名がつけられ、その後、『美しき女庭師』と記されるようになった。『美しき女庭師』の名称は、1729年にジャック・シュノーが出版した銅版画に由来するともみなされる。現在、ルーヴル美術館では、『聖母子と幼き洗礼者聖ヨハネ』（仏: La Vierge à l’Enfant avec le petit saint Jean Baptiste）という題名で展示されている。

## 作品

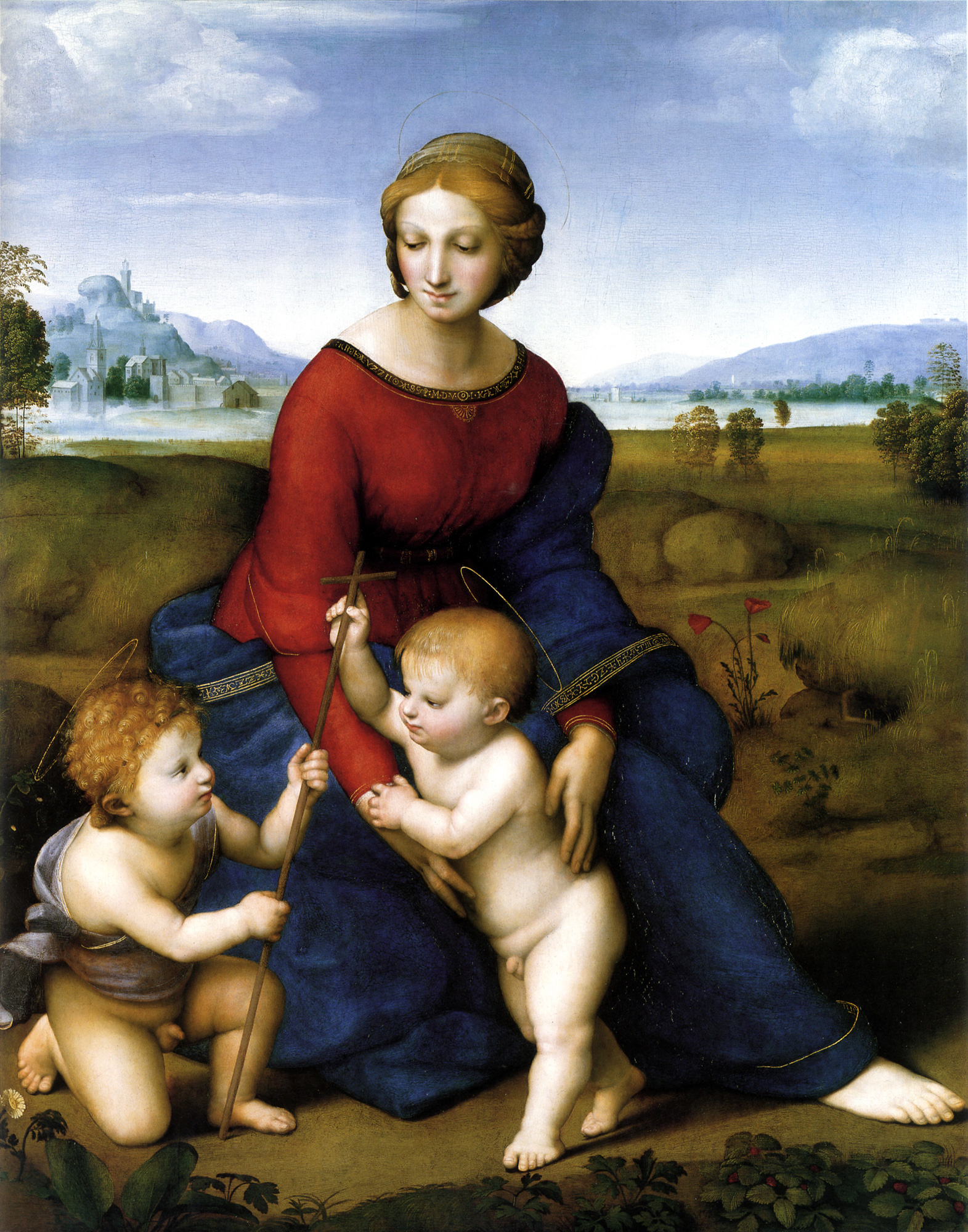
『牧場の聖母』 (1506年、美術史美術館)

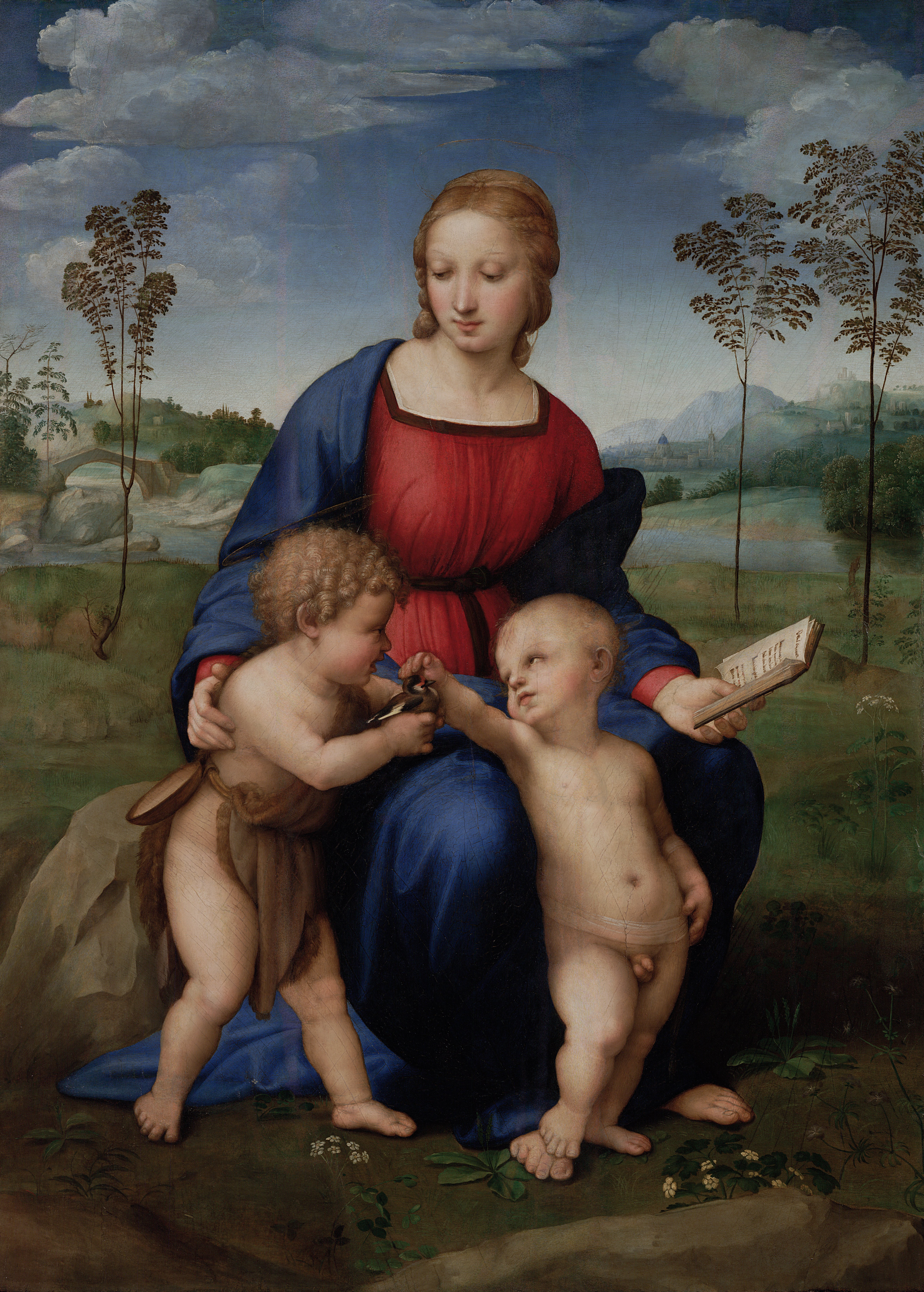
『ヒワの聖母』 (1505-1506年、ウフィツィ美術館)

ラファエロの聖母子画にはさまざまなヴァリエーションがあるが、フィレンツェ時代に最も完成した表現を見せたのは、聖母マリア、幼子イエス・キリストに幼児洗礼者ヨハネを加えた3人の組み合わせである。石の台座に腰をおろした聖母マリアと2人の幼児というこの組み合わせは、聖母の頭部を頂点とする安定したピラミッド型構図を作るのにきわめて適しており、画家は風景の中の群像構成の最も完成した形式を生み出した。本作に先行して描かれた『牧場の聖母』 (1506年、美術史美術館、ウィーン) や『ヒワの聖母』 (1505-1506年、ウフィツィ美術館、フィレンツェ) も、2人の幼児に聖母が取り囲まれている構図をとっている。
豊かな草花に囲まれた田園の中で、美しい聖母と、天使のようにあどけない幼児キリストとの生き生きとした心の触れ合いが本作のテーマである。多くの場合、キリストはヨハネと触れ合ったり、鑑賞者に視線を向けていて、この絵画のように母と子が視線を交わしあう例はほとんどない。聖母は優し気ながらも、わが子の重い未来を知っているかのような表情を見せている。
中央の聖母が身につけているドレスの赤色は深い愛もしくは犠牲の血の色を表しており、マントの青色は天上の真実を表している。なお、彼女は透き通ったベールを被り、頭部には光輪も描かれているが、大気の中にほとんど消え失せてしまっている。
左下の幼児はイエスであり、母親であるマリアの膝の上から『旧約聖書』を取ろうとしている。右下で跪いている幼児はヨハネであり、ラクダの毛の衣を身につけており、葦でつくられた十字架の杖を手にしている。ヨハネは、イエスに従うようなしぐさを見せている。
本作の人物像に見られるたくましいプロポーションは、当時のフィレンツェ美術からの影響を示している。上半身と頭部を鋭く反らせ、非常に捻じれたキリストのポーズはレオナルド・ダ・ヴィンチの『レダと白鳥』 (ウィンザー城に、この絵のラファエロの模写素描がある)、およびミケランジェロの『ブルッヘの聖母』 (ブルッヘ聖母教会) のキリストに由来している。

## ギャラリー

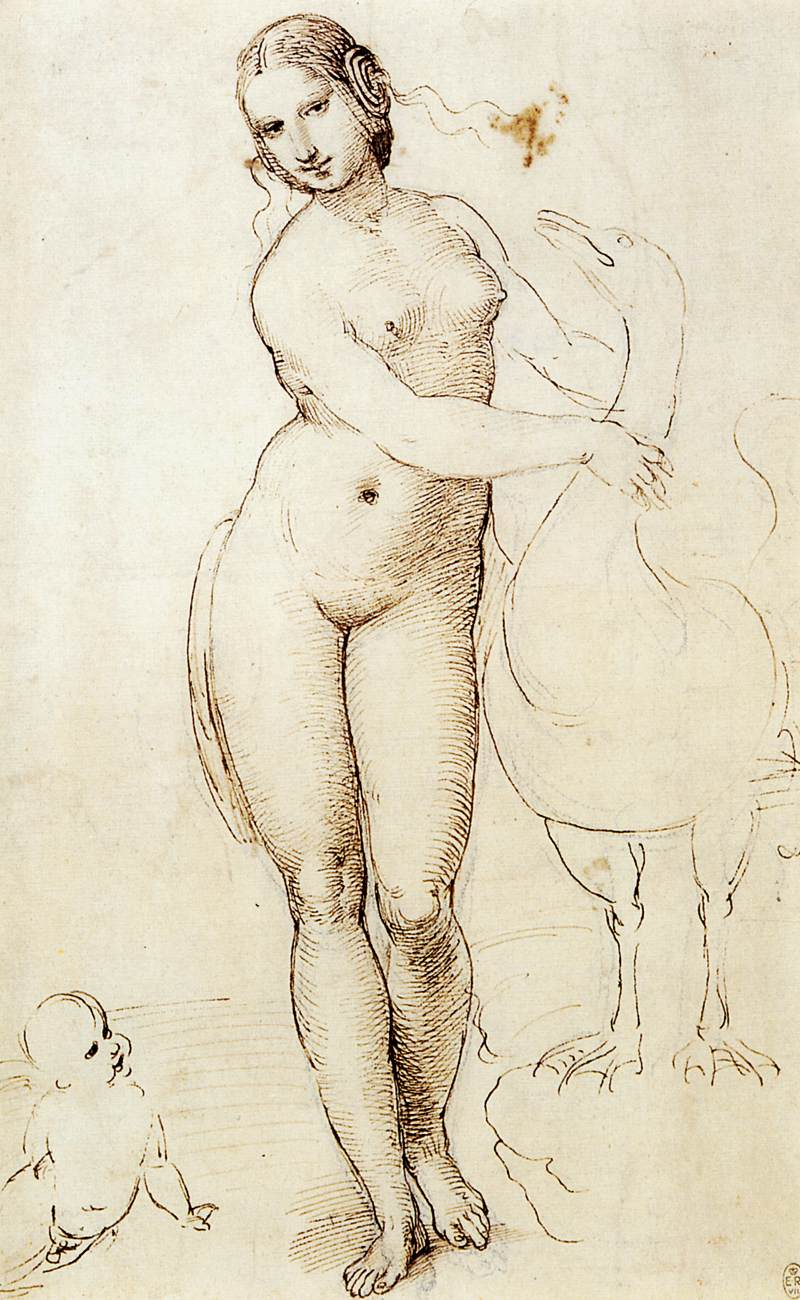
レオナルド・ダ・ヴィンチ『レダと白鳥』 (現存しない) のラファエロによる模写素描  (ウィンザー城)
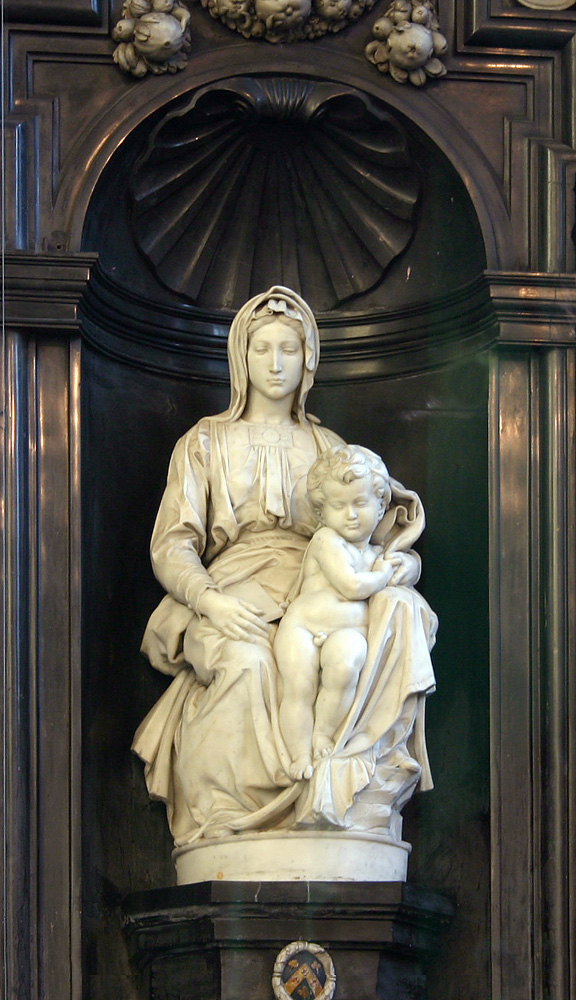
ミケランジェロ『ブルッヘの聖母（英語版）』 (ブルッヘ聖母教会（英語版）)